# Mormia curvistylis
Mormia curvistylis är en tvåvingeart som först beskrevs av Krek 1970.  Mormia curvistylis ingår i släktet Mormia och familjen fjärilsmyggor. Inga underarter finns listade i Catalogue of Life.